# ترور نافرجام عمران خان
ترور نافرجام عمران خان رویدادی است که در ۳ نوامبر ۲۰۲۲ رخ داد که در آن عمران خان، نخست‌وزیر سابق و رئیس حزب سیاسی تحریک انصاف پاکستان (PTI) در یک راهپیمایی طولانی اعتراضی علیه دولت در وزیرآباد در یک اقدام ترور هدف گلوله قرار گرفت. در این تیراندازی یک نفر کشته و ۹ نفر مجروح شدند.در این تیراندازی مرد مسلح همچنین تعداد دیگری از رهبران حزب تحریک انصاف را زخمی کرد و یکی از حامیان خان را کشت.

## پیشینه

### برکناری عمران خان
بحران سیاسی در پاکستان در سال ۲۰۲۲ آغاز شد؛ زمانی که مخالفان جنبش دموکراتیک پاکستان طرح عدم اعتماد به عمران خان را ارائه کردند. این بحران زمانی که رئیس‌جمهور عارف علوی پارلمان را به درخواست خان منحل کرد، شامل یک بحران قانون اساسی بود. دیوان عالی پارلمان را احیا کرد و خان درخواست عدم اعتماد را از دست داد و شهباز شریف نخست‌وزیر کنونی جانشین وی شد.

## سوءقصد

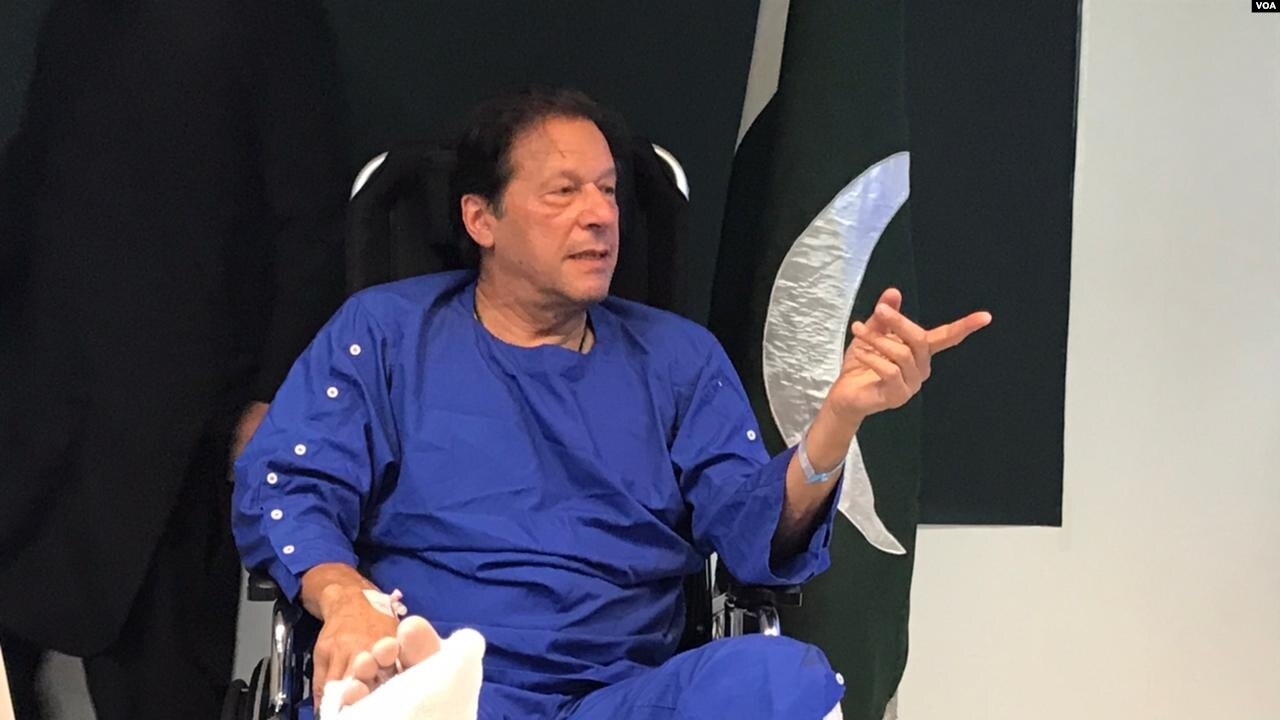
خان در بیمارستان شوکت خانم

در ۳ نوامبر، زمانی که خان در حال سخنرانی برای هوادارانش بود، تیراندازی توسط یک مرد مسلح به کامیون کانتینری خان شلیک شد. به گفته یکی از دستیاران خان، به کامیون شش بار شلیک شد. یکی از طرفداران خان به نام ابتثام سعی کرد با مرد مسلح مقابله کند.یکی دیگر از هواداران در تلاش برای مقابله با تیرانداز به ضرب گلولهٔ او کشته شد.
خان از ناحیه ساق پا و ران پای راست مورد اصابت گلوله قرار گرفت و به بیمارستان و مرکز تحقیقات سرطان شوکت خانم مموریال در لاهور منتقل شد و در حال حاضر تحت درمان است. پزشک او، فیصل سلطان، گفت که اشعه ایکس و اسکن نشان داد که قطعات گلوله در پاهای خان نشسته‌است و استخوان ساق او را شکسته‌است. یکی از رهبران تحریک انصاف پاکستان (PTI) گفت که وضعیت او پایدار است.
در مجموع، ۹ نفر از جمله عمران خان و سناتور فیصل جاوید خان مجروح شده‌اند و یک نفر کشته شده‌است.

## واکنش‌ها

### محلی
شهباز شریف، نخست‌وزیر کنونی پاکستان، حمله به عمران خان را «با شدیدترین کلمات» محکوم کرد و برای خان و سایر افراد زخمی‌شده در این حادثه آرزوی بهبودی کرد. او گفت «من از وزیر کشور خواسته‌ام که فوراً در این مورد گزارشی ارائه دهد.» او همچنین گفت که دولت فدرال پشتیبانی کافی امنیتی و تحقیقاتی را به دولت ایالتی پنجاب ارائه خواهد داد.
ارتش پاکستان این حمله را محکوم کرد و «آرزوی صمیمانه [خود] برای جان باختگان و شفای عاجل خان» را اعلام کرد.
سیاستمداران زیر نیز این حمله را محکوم کرده‌اند:
- بلاول بوتو زرداری، وزیر امور خارجه پاکستان
- مریم نواز، معاون اول مسلم لیگ پاکستان (ن)
- نواز شریف، رهبر و معاون اول سابق مسلم لیگ پاکستان (ن)
- آصف‌علی زرداری، رئیس مشترک حزب مردم پاکستان
- مولانا فضل الرحمان، امیر جمعیت علماء اسلام (ف) و رئیس جنبش دموکراتیک پاکستان

### بین‌المللی
- امارات متحده عربی: وزارت امور خارجه و همکاری بین‌المللی امارات متحده عربی اقدام به ترور عمران خان را محکوم کرد.[۲۳] این نهاد طی انتشار یک بیانیه اعلام کرد که «امارات متحده عربی این اقدامات جنایتکارانه را که با هدف بی‌ثبات کردن امنیت و ثبات و مغایر با ارزش‌ها و اصول بشردوستانه انجام می‌گیرد، به‌شدت محکوم می‌کند».[۲۴]
- ایالات متحده آمریکا: کاخ سفید این حمله به عمران خان را شدیداً محکوم کرد.[۲۵]
- ایران: ناصر کنعانی، سخنگوی وزارت امور خارجهٔ ایران این اقدام برای ترور را محکوم کرد و برای خان آرزوی بهبودی سریع کرد.[۲۶]
- بریتانیا: زک گلداسمیت، وزیر امور آسیا، انرژی، آب و هوا و محیط زیست و برادرخواندهٔ سابق عمران خان، این حمله را «مخوف» خواند و گفت «عمران خان قوی است و به زودی روی پاهای خود خواهد ایستاد».[۲۷]
- ترکیه: وزارت امور خارجهٔ ترکیه در بیانیه‌ای ضمن تأکیر بر اهمیت «صلح و پایداری در پاکستان»، با خان و خانوادهٔ تنها فرد پاکستانی کشته‌شده در این حمله ابراز هم‌دردی کرد.[۲۸]
- عربستان سعودی: وزارت امور خارجهٔ عربستان سعودی اقدام به ترور عمران خان را محکوم کرد.[۲۹]
- قطر: وزارت امور خارجهٔ قطر اقدام برای ترور خان را محکوم کرد.[۳۰]
- کانادا: جاستین ترودو، نخست‌وزیر کانادا، این حمله را «کاملاً غیرقابل پذیرش» خواند و گفت که خشونت «در سیاست، در هرگونه دموکراسی یا در جامعهٔ ما جایی ندارد». او هم‌دردی خود را با خانوادهٔ کارمند دیپلماتیک کشته‌شده در این حادثه ابراز کرد.[۳۱]
- مصر: وزارت امور خارجهٔ مصر در بیانه‌ای این اقدام برای ترور را محکوم کرد و برای خان آرزوی بهبودی سریع کرد.[۳۲]
- نروژ: وزارت امور خارجهٔ نروژ اقدام برای ترور عمران خان را شدیداً محکوم کرد.[۳۳]
- هند: یک سخنگوی وزارت امور خارجهٔ هند گفت که کشور او رویدادها در پاکستان را «از نزدیک رصد می‌کند».[۳۴]